# 澤田拓郎
澤田 拓郎（さわだ たくろう、1993年1月23日 - ）は、日本の俳優。京都府出身。メインキャストプロダクションに所属していたが2016年5月2日の事務所閉鎖に伴い現在フリー。身長181cm。あだ名は「ジュリー」。 スワロウ所属。

## 人物
趣味は音楽鑑賞・スポーツ観戦、特技は野球・モノマネ・ボイスパーカッション。舞台「人狼 ザ・ライブプレイングシアター」では共演者の森本未来と音楽ユニット「ドリンセスラムンセス」を組み、作詞作曲を手掛けている。

## 出演

### 現在放送中のネット番組
- マドックとメイソンが責任を持って進める番組　略してマメばん - 毎月13日22:00〜24:00（ニコニコ生放送、セブンスキャッスルch）

### 舞台
- 人狼 ザ・ライブプレイングシアター（2012年 - ） - 主にハイラム 役
- Office ENDLESS『RE-INCARNATION』（2012年2月、全労済ホールスペース・ゼロ） - 于禁文則 役
  - Office ENDLESS『RE-INCARNATION』（再演）（2013年8月、全労済ホールスペース・ゼロ）
  - Office ENDLESS『RE-BIRTH』（2013年9月、シアター1010）
  - Office ENDLESS『RE-INCARNATION RE-VIVAL』（2014年12月 - 2015年1月、全労済ホールスペース・ゼロ / サンケイホールブリーゼ） - 于禁文則 役
  - Office ENDLESS『RE-INCARNATION RE-SOLVE』（2015年12〜2016年1月、全労済ホールスペース・ゼロ / サンケイホールブリーゼ / シアター1010） - 于禁文則 役
  - Office ENDLESS『RE-INCARNATION RE-COLLECT』（2018年12月、全労済ホール/スペース・ゼロ）
- ダイス『戦国BASARA2』（2012年5月 - 6月、ル・テアトル銀座 / シアターBRAVA! / 中日劇場）
  - ダイス『戦国BASARA3 -瀬戸内響嵐-』（2012年11月、TOKYO DOME CITY HALL / シアターBRAVA!）
  - ダイス『戦国BASARA3 宴』（2013年4月 - 5月、キャナルシティ劇場 / 中日劇場 / 日本青年館大ホール / 森ノ宮ピロティホール）
  - ダイス『戦国BASARA3 宴弐 -凶王誕生×深淵の宴-』（2013年11月、TOKYO DOME CITY HALL / 中日劇場 / メルパルク大阪）
  - ダイス『戦国BASARA3 咎狂わし絆』（2014年4〜5月、EX THEATER ROPPONGI / 中日劇場 / シアターBRAVA!）
- 宴奴paradise『カフェバーサンジェルマン』（2012年8月、新宿シアターブラッツ） - 轟祐次 役
- MOSH『ショコレ04 知りすぎていた男』（2013年2月 - 3月、しもきた空間リバティ）
  - MOSH『ショコレ06 悪い奴ほどよく眠る』（2014年1〜2月、テアトルBONBON）
  - MOSH『ショコレ007 私を愛したスパイ』（2014年5月25日 日替わりゲスト、シアターグリーン BOX in BOX THEATER）
  - MOSH『ショコレ08 恋する惑星』（2015年2月、ブディストホール）
- JMC『ロックンロール・ダイアリーズ#1』（2013年9〜10月、シアターブラッツ）
- タンバリンプロデューサーズ×LIVEDOG『愛しのダンスマスター』（2014年2月 - 3月、新宿村LIVE / 2015年10月、新宿村LIVE） - 阿久津先生 役
- ダイス『まほろばかなた -長州志士の目指した場所-』（2014年4月、天王洲 銀河劇場）
- ダイス『「青の祓魔師」〜青の焔 覚醒編／京都 不浄王編〜』（2014年6月、サンシャイン劇場） - 白鳥零二 役
- Office ENDLESS『天元突破グレンラガン 〜炎撃篇〜 其の壱』（2014年10月、全労済ホールスペース・ゼロ） - リーロン 役
  - Office ENDLESS『天元突破グレンラガン 〜炎撃篇〜 其の弐・其の参』（2015年9月、シアター1010） - リーロン 役
- セブンスキャッスル『WAR→P! in Fantasy 〜神託の花嫁と夜明けの鍵〜』（2014年11月16日 日替わりゲスト、スタジオ・アッサンブラージュ）
- ベニバラ兎団『SIX DAYS』（2015年4月、シアターサンモール） - ベルンハルト 役
- まごころ18番勝負『“ … In The Attic ”』（2015年5月、花まる学習会王子小劇場）
- Kitty Presents『Little Fandango』（2015年7月、あうるすぽっと）
- Office ENDLESS『ダイヤのA THE LIVE』（2015年8月、Zeppブルーシアター六本木） - 前園健太 役
  - Office ENDLESS『ダイヤのA THE LIVE II』（2016年3月、天王洲 銀河劇場 / 名古屋文理大学 文化フォーラム 大ホール / 森ノ宮ピロティホール） - 前園健太 役
  - Office ENDLESS『ダイヤのA THE LIVE III』（2016年8月、Zeppブルーシアター六本木） - 前園健太 役
  - Office ENDLESS『ダイヤのA THE LIVE IV』（2017年4月、シアター1010 / 梅田芸術劇場 シアター・ドラマシティ） - 前園健太 役
  - Office ENDLESS『ダイヤのA THE LIVE V』（2017年9月、新神戸オリエンタル劇場 / JMSアステールプラザ 中ホール / 北九州芸術劇場 大ホール / シアター1010）
- Disgoonie『From Chester Copperpot「The Tempest」』（2015年11月、東京芸術劇場 シアターウエスト） - ネクサス 役
- SP/ACE=project『A Midsummer Night’s Dream』（2016年6月、ラゾーナ川崎プラザソル） - ディミートリアス 役
- SP/ACE=project『Macbeth SC』（2016年10月、ラゾーナ川崎プラザソル） - マルカム 役
- 劇団た組。『百瀬、こっちを向いて。/小梅が通る』（2016年11月、LIVESTAGEほっぢポッヂ） - 宮崎瞬 役
- 舞台『プリンス・オブ・ストライド THE LIVE STAGE』シリーズ - 永福武志 役[4]
  - エピソード1（2016年12月9日 - 12月14日、シアター1010 2016年12月23日 - 12月25日、森ノ宮ピロティホール）
  - エピソード3（2017年6月 - 7月、シアター1010 / 森ノ宮ピロティホール）
  - エピソード5（2018年5月 - 6月、シアター1010 / 森ノ宮ピロティホール）
- トライフルエンターテインメント『舞台「ピッッツァ☆」』（2017年12月、シアターサンモール）[5]
- Office ENDLESS『龍よ、狼と踊れ〜Dragon,Dance with Wolves〜』（2017年3月、CBGKシブゲキ!!） - 永倉新八 役
  - Office ENDLESS『龍よ、狼と踊れ～Dragon,Dance with Wolves～』～草莽の死士～（2018年3月 - 4月、紀伊國屋サザンシアター TAKASHIMAYA） - 永倉新八 役
- SP/ACE=project『HAMLET　SC』（2018年9月 - 10月、ラゾーナ川崎プラザソル） - フォーティンブラス / ハムレット役（2役を回替わり）[6]
- 劇団た組。第17回目公演『貴方なら生き残れるわ』（2018年11月、彩の国さいたま芸術劇場 小ホール）
- 舞台『機動戦士ガンダム00 -破壊による再生-Re:Build』（2019年2月、日本青年館ホール / 森ノ宮ピロティホール） - ラッセ・アイオン 役
  - 舞台『機動戦士ガンダム00 -破壊による覚醒-Re:(in)nobvation』（2022年2月、新国立劇場 中劇場） - ラッセ・アイオン 役
- melt//Planet『勇者配信中』（2019年8月、テアトルBONBON） - 戦士 オークス 役
- Zu々『Being at home with Claude 〜クロードと一緒に〜（2019年4月、横浜赤レンガ倉庫 1号館 3Fホール）
- ピウス企画『プレイルーム』（2019年5月、シアターKASSAI）[7]
- Otona Project 第二十四弾 演劇ユニット【爆走おとな小学生】第十回全校集会『初等教育ロイヤル』（2019年5月 - 6月、こくみん共済 coop ホール スペース・ゼロ / ABCホール）
- 舞台『体内活劇「はたらく細胞II」』（2019年9月 - 11月、シアター1010） - 肺炎球菌、悪玉菌 役
- 「湘南美容クリニック」presents ミュージカル『クリスマスキャロル2019』（2019年12月、東京キネマ倶楽部 / 味園ユニバース） - マークミラー　役
- ピウス企画「ライフメイカー」（2020年3月、シアターKASSAI）[8]
- 文学戯劇-宮沢賢治-『星紡ギの夜』（2021年4月、光が丘IMAホール） - どんぐり、狸の子、犬、鳥取り 役
- 舞台『「BANANA FISH」The Stage -前編-』（2021年6月、天王洲 銀河劇場）
- ニンジャバットマン ザ・ショー（2021年11月、Mixalive TOKYO Theater Mixa） - バットマン 役
- 舞台「Wizards Storia」
  - -initium-（2021年12月、六行会ホール） - ガーラント 役[9]
  - -luceat-（2022年4月 - 5月、DDD AOYAMA CROSS THEATER） - ストーリーテラー 役[10]
- トキタ荘の冬（2022年11月、新宿シアターモリエール）[11]
- 舞台「ブルーロック」（2023年5月、サンケイホールブリーゼ / サンシャイン劇場） - 伊右衛門送人 役[12]
- 「マッシュル-MASHLE-」THE STAGE（2023年7月、東京国際フォーラム ホールC / AiiA 2.5 Theater Kobe）- ブラッド・コールマン 役[13]
  - 「マッシュル-MASHLE-」THE STAGE 2.5（2024年8月2日 - 12日、天王洲 銀河劇場 / 8月17日 - 19日、AiiA 2.5 Theater Kobe）[14]
- ミュージカル「クリスマスキャロル2023」（2023年12月7日 - 13日、東京キネマ倶楽部） -　マークミラー 役
- 舞台「ヴィンランド・サガ」〜海の果ての果て 篇〜・〜英雄復活 篇〜（2024年4月、こくみん共済 coop ホール スペース・ゼロ） - アトリ 役[15]
- Otona Project - Produce 演劇ユニット【爆走おとな小学生】舞台「カタバミ」（2024年6月19日 - 23日、シアターサンモール）[16]
- Casual Meets Shakespeare「MACBETH SC」（2024年9月26日 - 10月6日、新宿村LIVE）[17]
- 演劇集団Bobjack Theater 第28回本公演「私たちはまだまだ平気」（2024年12月20日、上野ストアハウス）[18]
- Casual Meets Shakespeare「ヴェニスの商人 CS」（2025年11月1日 - 9日〈予定〉、IMAホール）[19]

### 映画
- 女流棋士の春（2016年10月） - 澤田一二三 役[20]
- いまダンスをするのは誰だ?（2023年10月、監督：古新舜） - 中野直人 役

### テレビアニメ
- 農民関連のスキルばっか上げてたら何故か強くなった。（2022年、息子②）
- もういっぽん!（2023年）
- ウマ娘 プリティーダービー Season 3（2023年、外国人）
- メカウデ（2024年、田川、イマダ部下B）

### 劇場アニメ
- 映画 オッドタクシー イン・ザ・ウッズ（2022年）
- グリッドマン ユニバース（2023年）[21]

### イベント
- BASARA祭 (2012年 - )
- 人狼フェスティバル（2013年）
- アルティメット人狼7 第2部（2016年10月1日、新宿FACE、ニコニコ生放送）
- アルティメット人狼8 昼の部（2017年5月13日、新宿FACE、ニコニコ生放送）
- 人狼バトル lies and the truth 2019 FEBRUARY〜人狼VS海賊〜（2019年2月3日、新宿文化センター）